# Kaiky
Kaiky Fernandes Melo (Santos, 12 gennaio 2004) è un calciatore brasiliano, difensore dello Shabab Al-Ahli.

## Caratteristiche tecniche
È un difensore centrale dotato di buon senso della posizione ed abile nel gioco aereo; sa rendersi pericoloso anche nei calci piazzati in fase offensiva.

## Carriera

### Club
Cresciuto nel settore giovanile del Santos, il 21 dicembre 2020 firma il suo primo contratto professionistico di durata triennale; debutta in prima squadra il 28 febbraio 2021 giocando l'incontro del Campionato Paulista pareggiato 2-2 contro il Santo André.
Il 9 marzo 2021 esordisce in Coppa Libertadores giocando da titolare il match contro Deportivo Lara dove realizza la rete della vittoria per 2-1; grazie a questo gol diventa il più giovane brasiliano a segnare nella massima competizione continentale sudamericana, primato superato poche settimane più tardi dal compagno di squadra Ângelo Borges.

### Nazionale
Ha giocato nella nazionale brasiliana Under-15.

## Statistiche
Statistiche aggiornate al 6 aprile 2021.

### Presenze e reti nei club
| Stagione        | Squadra         | Campionato      | Campionato | Campionato | Coppe nazionali | Coppe nazionali | Coppe nazionali | Coppe continentali | Coppe continentali | Coppe continentali | Altre coppe | Altre coppe | Altre coppe | Totale | Totale | Totale |
| Stagione        | Squadra         | Comp            | Pres       | Reti       | Comp            | Pres            | Reti            | Comp               | Pres               | Reti               | Comp        | Pres        | Reti        | Pres   | Reti   |        |
| --------------- | --------------- | --------------- | ---------- | ---------- | --------------- | --------------- | --------------- | ------------------ | ------------------ | ------------------ | ----------- | ----------- | ----------- | ------ | ------ | ------ |
| 2021            | Santos          | A1/SP+A         | 2+0        | 0          | CB              | 0               | 0               | CL                 | 3                  | 1                  |             | -           | -           | 5      | 1      |        |
| Totale carriera | Totale carriera | Totale carriera | 2          | 1          |                 | 0               | 0               |                    | 3                  | 1                  |             | -           | -           | 5      | 1      |        |